# Natalia Kaczmarek
Pour les articles homonymes, voir Kaczmarek.
Natalia Kaczmarek, née le 17 janvier 1998 à Drezdenko, est une athlète polonaise spécialiste du 400 mètres.
Elle est notamment championne olympique du relais 4 x 400 m mixte à Tokyo en 2021, vice-championne du monde du 400 m à Budapest en 2023 et championne d’Europe sur cette même distance à Rome en 2024.
Elle est soldat professionnel dans l'armée polonaise.

## Biographie

### Jeunesse
Elle est née le 17 janvier 1998 à Drezdenko, dans la voïvodie de Lubusz, en Pologne.

### Carrière
Aux Championnats d'Europe juniors 2017, Natalia Kaczmarek atteint deux finales, terminant septième du 400 mètres et quatrième du relais 4 × 400 mètres.
Lors des Championnats du monde en salle 2018 à Birmingham, elle empoche la médaille d'argent avec l'équipe polonaise du relais 4 × 400 mètres après avoir participé à la qualification de son équipe lors des séries. Aux Championnats d'Europe 2018 à Berlin, elle gagne la médaille d'or du relais 4 × 400 m ; là encore, elle ne court que lors des séries.
En 2019, elle devient championne d'Europe espoirs du 400 m à Gävle en portant son record personnel à 52 s 34. s'imposant également dans l'épreuve du 4 × 400 mètres avec ses coéquipières polonaises,,.

#### Championne olympique du relais 4 x 400 m mixte (2021)
Médaillée de bronze du 4 × 400 m lors des Championnats d'Europe en salle 2021, et deuxième des relais mondiaux sur cette même épreuve, Natalia Kaczmarek s'illustre au cours des Championnats d'Europe par équipes 2021 en s'imposant sur 400 m et 4 × 400 m.
Elle participe aux Jeux olympiques de Tokyo et s'offre la médaille d'or du relais 4 × 400 mètres mixte — épreuve disputée pour la première fois aux Jeux olympiques — aux côtés de Karol Zalewski, Justyna Święty-Ersetic et Kajetan Duszyński,. En fin de compétition, elle s'adjuge la médaille d'argent du relais 4 × 400 m féminin, en compagnie de Iga Baumgart-Witan, Małgorzata Hołub-Kowalik et Justyna Święty-Ersetic.

#### Double médaillée d'argent aux championnats d'Europe (2022)
En 2022, la Polonaise monte sur la troisième marche du podium du 4 × 400 m des Championnats du monde en salle, à Belgrade. Le 6 août à Chorzów, elle porte son record personnel sur 400 m à 49 s 86. Lors des championnats d'Europe à Munich, elle se pare d'argent à deux reprises, d'abord sur 400 m en terminant derrière la Néerlandaise Femke Bol, puis sur le relais 4 × 400 m avec Anna Kiełbasińska, Iga Baumgart-Witan et Justyna Święty-Ersetic.

#### Vice-championne du monde du 400 m (2023)
Après avoir amélioré sa meilleure marque personnelle avec un chrono en 49 s 48 à Chorzów en juillet 2023,, Kaczmarek obtient sa première médaille planétaire individuelle lors des Mondiaux de Budapest en août, en se classant deuxième du 400 m derrière la Dominicaine Marileidy Paulino,.

#### Championne d’Europe du 400 m à Rome et record national (2024)
La Polonaise connaît la consécration l’année suivante, à l’occasion des championnats d’Europe de 2024 à Rome. Le 10 juin, elle s’adjuge son premier titre individuel au niveau international en s’imposant sur 400 m, au terme d’une course qui l’aura vue lutter au coude-à-coude avec l’Irlandaise Rhasidat Adeleke jusque dans les tout derniers mètres. Avec un temps de 48 s 98, Natalia Kaczmarek bat son record personnel de trois dixièmes et efface des tablettes le record de Pologne établi quarante-huit ans plus tôt par la légende Irena Szewińska en finale olympique de Montréal.
Au meeting de la Ligue de Diamant de Londres, elle abaisse son record à 48 s 90, derrière la Jamaïcaine Nickisha Pryce.
Elle obtient le bronze aux Jeux olympiques de Paris, terminant derrière Marileidy Paulino et Salwa Eid Naser.

## Palmarès
| Date | Compétition                       | Lieu             | Résultat | Épreuve         | Temps         |
| ---- | --------------------------------- | ---------------- | -------- | --------------- | ------------- |
| 2016 | Championnats du monde juniors     | Bydgoszcz        | 6e       | 4 × 400 m       | 3 min 36 s 95 |
| 2017 | Championnats d'Europe juniors     | Grosseto         | 7e       | 400 m           | 54 s 27       |
| 2017 | Championnats d'Europe juniors     | Grosseto         | 4e       | 4 × 400 m       | 3 min 34 s 48 |
| 2018 | Championnats du monde en salle    | Birmingham       | 2e       | 4 × 400 m       | séries        |
| 2018 | Championnats d'Europe             | Berlin           | 1re      | 4 × 400 m       | séries        |
| 2019 | Championnats d'Europe espoirs     | Gävle            | 1re      | 400 m           | 52 s 34       |
| 2019 | Championnats d'Europe espoirs     | Gävle            | 1re      | 4 × 400 m       | 3 min 32 s 56 |
| 2021 | Championnats d'Europe en salle    | Toruń            | 3e       | 4 × 400 m       | 3 min 29 s 94 |
| 2021 | Relais mondiaux                   | Chorzów          | 2e       | 4 × 400 m       | 3 min 28 s 81 |
| 2021 | Championnats d'Europe par équipes | Chorzów          | 1re      | 400 m           | 51 s 36       |
| 2021 | Championnats d'Europe par équipes | Chorzów          | 1re      | 4 × 400 m       | 3 min 26 s 37 |
| 2021 | Jeux olympiques                   | Tokyo            | 2e       | 4 × 400 m       | 3 min 20 s 53 |
| 2021 | Jeux olympiques                   | Tokyo            | 1re      | 4 × 400 m mixte | 3 min 9 s 87  |
| 2022 | Championnats du monde en salle    | Belgrade         | 3e       | 4 × 400 m       | 3 min 28 s 59 |
| 2022 | Championnats du monde             | Eugene           | 4e       | 4 x 400 m mixte | 3 min 12 s 31 |
| 2022 | Championnats d'Europe             | Munich           | 2e       | 400 m           | 49 s 94       |
| 2022 | Championnats d'Europe             | Munich           | 2e       | 4 × 400 m       | 3 min 21 s 68 |
| 2023 | Jeux européens                    | Chorzów          | 2e       | 400 m           | 50 s 34       |
| 2023 | Jeux européens                    | Chorzów          | 2e       | 4 x 400 m mixte | 3 min 12 s 87 |
| 2023 | Championnats du monde             | Budapest         | 2e       | 400 m           | 49 s 57       |
| 2023 | Championnats du monde             | Budapest         | 6e       | 4 x 400 m       | 3 min 24 s 93 |
| 2023 | Ligue de diamant                  | Ligue de diamant | 2e       | 400 m           | 50 s 38       |
| 2024 | Relais mondiaux                   | Nassau           | 2e       | 4 × 400 m       | 3 min 24 s 71 |
| 2024 | Championnats d'Europe             | Rome             | 1re      | 400 m           | 48 s 98       |
| 2024 | Championnats d'Europe             | Rome             | 6e       | 4 x 400 m       | 3 min 23 s 91 |
| 2024 | Jeux olympiques                   | Paris            | 3e       | 400 m           | 48 s 98       |

## Records
| Épreuve | Épreuve   | Temps        | Lieu    | Date            | Références |
| ------- | --------- | ------------ | ------- | --------------- | ---------- |
| 400 m   | Plein air | 48 s 90 (NR) | Londres | 20 juillet 2024 |            |
| 400 m   | En salle  | 50 s 83 (NR) | Toruń   | 19 février 2023 | [ 20 ]     |

## Distinctions et récompenses
En 2021, elle reçoit la Croix d'officier de l'Ordre Polonia Restituta.
Elle est désignée meilleure athlète de Basse-Silésie en 2021 dans un sondage de Gazeta Wrocławska (pl).
En 2024, elle est classée en 4e place dans le 89e plébiscite du Sportif polonais de l'année.